# Księgi protokanoniczne
Księgi protokanoniczne (gr. protos — pierwszy, najwcześniejszy) – księgi Pisma Świętego, których natchniony charakter i kanoniczność, w odróżnieniu od ksiąg deuterokanonicznych, nigdy nie były kwestionowane przez żadną z gmin chrześcijańskich. Podział na księgi proto- i deuterokanoniczne zaczęto stosować w XVI w. (od Sykstusa Sieneńskiego).